# Chinaola quercicola
Chinaola quercicola är en insektsart som beskrevs av Willis Blatchley 1928. Chinaola quercicola ingår i släktet Chinaola och familjen blåsskinnbaggar. Inga underarter finns listade i Catalogue of Life.